# Vesiculite
Vesiculite (fr. vésiculite; ing. vesiculitis) é uma inflamação das vesículas seminais. Sin. de espermatocistite.
É a infeção de uma ou das duas vesículas seminais, geralmente diagnosticada não só pela coexistência da gonorreia, como, também, pelo aparecimento da hematospermia (sangue no esperma).